# Пршо, Дадо
Миладин (Дадо) Пршо (хорв. Dado Pršo; род. 5 ноября 1974[…], Задар) — хорватский футболист, нападающий. Наиболее известен по выступлениям во французском клубе «Монако», с которым он играл в финале Лиги чемпионов, а также по игре в шотландском «Рейнджерс», где он в 2007 году завершил карьеру игрока. С 2003 по 2006 годы играл в составе национальной сборной Хорватии по футболу, участник чемпионата Европы 2004 года и чемпионата мира 2006 года.

## Клубная карьера
Начал профессионально играть в футбол в 1992 году в клубе «Пазинка» из Пазина, но особых успехов не добился. В 1993 году Пршо уехал во Францию, где играл в низших лигах за «Руан», а с 1995 года выходил на поле в составе любительского клуба «Сан-Рафаэль», параллельно работая автомехаником.
В 1996 году тогдашний тренер «Монако» Жан Тигана заметил Пршо и пригласил в свою команду, но тот сезон хорватский нападающий доигрывал лишь в резерве монегасков, а на следующие два сезона отправился на правах аренды в «Аяччо». В 1999 году вернулся в «Монако» и помог своему клубу в сезоне 1999/00 стать чемпионом Франции. В 2004 году Дадо вместе с клубом дошёл до финала Лиги чемпионов. В этом турнире Пршо особо запомнился болельщикам четырьмя голами, забитыми в одном из матчей против «Депортиво Ла-Корунья», завершившимся с разгромным счётом 8:3 в пользу «Монако». Примечательно, что это случилось в день, когда Пршо исполнилось 29 лет. Это был третий покер в истории Лиги чемпионов (после Марко ван Бастена и Симоне Индзаги) и первый в XXI веке.
У Пршо стала проявляться весьма специфическая проблема с коленями — после каждой полностью проведённой игры его колени полностью распухали, и он не мог играть по несколько дней. Тем не менее, в мае 2004 года Пршо перешёл в один из ведущих шотландских клубов «Рейнджерс» из Глазго. В конце сезона 2005/06 на тот момент уже бывший тренер «Рейнджерс» Алекс Маклиш называл Пршо своим лучшим приобретением.
Пршо остался игроком «Рейнджерс» в сезоне 2006/07, руководимом сначала Полем Ле Гуэном, а после его ухода — Уолтером Смитом, несмотря на сообщения о его уходе из сборной. По истечении контракта с «Рейнджерс» в 2007 году Пршо закончил игровую карьеру.

## Карьера в сборной
Пршо играл в составе сборной Хорватии на чемпионате Европы 2004 года, где он провёл три матча, а в игре со сборной Франции забил гол. Со временем он стал неотъемлемой частью нападения хорватской команды. Он демонстрировал хорошую игру в матчах отборочного цикла чемпионата мира 2006 года, но в финальном турнире забитыми мячами отличиться не смог, сборная тогда не смогла преодолеть групповой этап мундиаля.

## Достижения

### Командные
Аяччо
- Чемпион Лиги 3: 1997/98

Монако
- Чемпион Франции: 1999/00
- Обладатель Кубка французской лиги: 2003
- Финалист Лиги чемпионов: 2003/04

Рейнджерс
- Чемпион Шотландии: 2004/05
- Обладатель Кубка шотландской лиги: 2005

### Личные
- Лучший футболист Хорватии: 2003, 2004, 2005
- Игрок месяца шотландской Премьер-лиги: февраль 2005, май 2005